# Премия H
Премия H (яп. H氏賞 Эйти си сё:) — литературная премия Японии, присуждаемая начинающим поэтам гэндайси за выдающийся сборник стихотворений. Курируется Японским обществом гэндайси. Основным назначением является привлечение общественного внимания к талантливым начинающим поэтам. Часто называется аналогом премии Акутагавы для поэтов. «H» в названии премии — от имени крупного промышленника Такудзиро Хирасавы, на средства которого премия была учреждена в 1950 году. Хирасава, несмотря на свою профессиональную деятельность, сам писал стихи, примыкая при этом к пролетарской литературе, поэтому, желая сохранить анонимность, придал премии сокращённое до первой буквы написания латиницей его фамилии название. За шестьдесят лет своего существования премия сыграла важную роль в литературном процессе Японии, открыв ей таких поэтов, как Таэко Томиока, Ясуо Ирисава, Кадзуко Сираиси, Минору Ёсиока, Кио Курода, Ёдзи Аракава и др. Премия присуждается ежегодно. Решение о выборе лауреата принимается жюри. Призовой фонд составляет 500 тысяч иен.